# 法華區
法华区是中華民國上海市的一個區，东至上海法租界与沪南区，西邻蒲淞区，南邻漕泾区，北至苏州河。面积19.18平方公里。當地最初為上海县法华乡。1928年划归上海特别市，之後改称法华区。1938年，法华区併入沪西区。